# Psetta maxima
Il rombo chiodato (Psetta maxima Linnaeus, 1758) è un pesce d'acqua salata appartenente alla famiglia Scophthalmidae.

## Distribuzione e habitat
Questa specie è diffusa sulle coste dell'Oceano Atlantico tra l'Islanda e Norvegia ed il Marocco, nel mar Mediterraneo, nel mar Baltico e nel mar Nero. Vive su fondi sabbiosi, tra 20 e 70 m di profondità.

## Descrizione
Ha la forma tipica dei pesci piatti ed è molto simile al rombo liscio da cui si distingue sia per il corpo molto allargato, di forma quasi rombica, per i tubercoli ossei presenti sul corpo e per i primi raggi della pinna dorsale che sono simili agli altri.
Raggiunge 1 m di lunghezza per 12 kg di peso, e la livrea è di solito marrone o grigiastra con macchiette e marezzature scure molto variabili.

## Alimentazione
È un predatore e cattura sia pesci che invertebrati.

## Riproduzione
Avviene alla fine dell'inverno ed in primavera. Le uova sono molto piccole e deposte in enorme quantità (fino a 15 milioni), uova e larve sono pelagiche. Sembra che i maschi siano molto più numerosi delle femmine, sono in genere assai più piccoli.

## Pesca
Simile in tutto e per tutto a quella del rombo liscio, anche le carni sono ugualmente ottime e apprezzate.